# Austrian Airlines Group
La Austrian Airlines Group es un grupo de compañías aéreas creado en 1957 formada por la Austrian Airlines, Lauda Air, Tyrolean Airways y diversas empresas de participación minoritaria. Tienen un total de 99 aeronaves y, en 2007, transportaron cerca de 10,8 millones de pasajeros.
Este grupo fue parte del Programa de millas Qualiflyer, de la Swissair pero, en 2002, pasó a formar parte de la Star Alliance.

## Empresas del grupo

### Mayoritarias
- Austrian Airlines
- Lauda Air
- Tyrolean Airways

### Minoritarias
- Austrian Technik: empresa de mantenimiento del grupo.
- AVS-Insurances
- TUI Austria
- Traviaustria
- AirPlus Creditcardinstitute
- Wiener Börse AG
- SCA Schedule Coordination Austria
- ACS AirContainerService GmbH
- Österreichische Luftfahrtschule Aviation Training Center Austria GmbH
- Avicon Aviation Consult GmbH

## Flota
(Datos de diciembre de 2007)
| Aeronave                               | Versión                                | Cantidad          | Edad media        | Observaciones                                                              |
| AUSTRIAN AIRLINES                      | AUSTRIAN AIRLINES                      | AUSTRIAN AIRLINES | AUSTRIAN AIRLINES | AUSTRIAN AIRLINES                                                          |
| -------------------------------------- | -------------------------------------- | ----------------- | ----------------- | -------------------------------------------------------------------------- |
| Airbus A320 Series                     | A319-112                               | 7                 | 3,0 años          |                                                                            |
|                                        | A320-214                               | 8                 | 8,4 años          | 2 con las colores de la Lauda Air                                          |
|                                        | A321-111/211                           | 6                 | 10,2 años         |                                                                            |
| colspan="2" align="center"             | align="center" \|21                    | 7,1 años          |                   |                                                                            |
| Boeing B737 Series                     | B737-600                               | 1                 | 7,7 años          |                                                                            |
|                                        | B737-700                               | 2                 | 6,7 años          | uno con los colores de Lauda Air, uno con los colores de Austrian Airlines |
|                                        | B737-800                               | 7                 | 5,1 años          | con los colores de Lauda Air                                               |
| colspan="2" align="center"             | align="center" \|10                    | 5,7 años          |                   |                                                                            |
| Boeing B767 Series                     | B767-300ER                             | 6                 | 11,9 años         | 3 con los colores de Star Alliance                                         |
| Boeing B777 Series                     | B777-200ER                             | 4                 | 6,6 años          |                                                                            |
| colspan="2" align="center"             | align="center" \|10                    | 9,8 años          |                   |                                                                            |
| Total de Austrian Airlines y Lauda Air | Total de Austrian Airlines y Lauda Air | 41                | 7,4 años          |                                                                            |
|                                        |                                        |                   |                   |                                                                            |
| TYROLEAN AIRWAYS                       |                                        |                   |                   |                                                                            |
| Fokker 70/100                          | Fokker 70                              | 9                 | 13,0 años         |                                                                            |
|                                        | Fokker 100                             | 14                | 15,1 años         | un F100 será sustituido por un CRJ.                                        |
| colspan="2" align="center"             | align="center" \|23                    | 14.3 años         |                   |                                                                            |
| Bombardier serie Q                     | Q300                                   | 12                | 10,8 años         |                                                                            |
|                                        | Q400                                   | 10                | 6,3 años          | 4 nuevos Q400 de la SAS irán sustituyendo dos Q300 y un CRJ.               |
| colspan="2" align="center"             | align="center" \|22                    | 8,8 años          |                   |                                                                            |
| Bombardier Canadair Regional Jet       | CRJ200                                 | 13                | 10,0 años         |                                                                            |
| Total de la Tyrolean Airways           | Total de la Tyrolean Airways           | 58                | 11,3 años         |                                                                            |
|                                        |                                        |                   |                   |                                                                            |
| Total del grupo                        | Total del grupo                        | 99                | 9,7 años          |                                                                            |